# Tocata y fuga de Lolita
Tocata y fuga de Lolita es una película de 1974 dirigida por Antonio Drove

## Argumento
Carlos, un viudo de cuarenta años, vive con su hija Lolita y con su hermana Merche. Carlos es candidato a procurador en Cortes, por lo que viaja con frecuencia fuera de Madrid. En uno de estos viajes, se ve obligado a regresar precipitadamente cuando su hermana le comunica que su hija se ha marchado de casa para vivir con unas amigas. En lugar de escandalizarse, Carlos se mete en el mundo juvenil de su hija y sus amigos, entre los que se encuentra Nicolai, un hippie bohemio, novio de Lolita. Ésta le dice a su padre que Nicolai es novio de Ana, y no le cuenta que vive en el mismo apartamento que ellas. Así, Carlos, que está interesado por Ana, se introduce en el grupo, incluso se viste como ellos para conquistar a Ana.

## Producción
Estuvo suscrita por el productor José Luis Dibildos quien financió una serie de películas a través de la productora Ágata Films, en un intento de hacer un cine socialmente comprometido pero que fuera comercial. Evitando caer en el recurso de la risa fácil creando personajes con una psicología muy marcada, la película critica la hipocresía sexual de la sociedad sumándose al resto de la serie de comedias críticas con las convenciones sociales en donde se encuentran tan variados como la inmigración (Españolas en París), el machismo (La mujer es cosa de hombres), o la publicidad (Vida conyugal sana).

## Premios
30.ª edición de las Medallas del Círculo de Escritores Cinematográficos
| Categoría         | Candidato        | Resultado |
| ----------------- | ---------------- | --------- |
| Mejor actor       | Francisco Algora | Ganador   |
| Premio revelación | Antonio Drove    | Ganador   |